# Ruisseau de Connes
Le ruisseau de Connes est un ruisseau du sud de la France, affluent du Vioulou et sous-affluent de la Garonne par le Tarn, l'Aveyron et le Viaur.

## Géographie

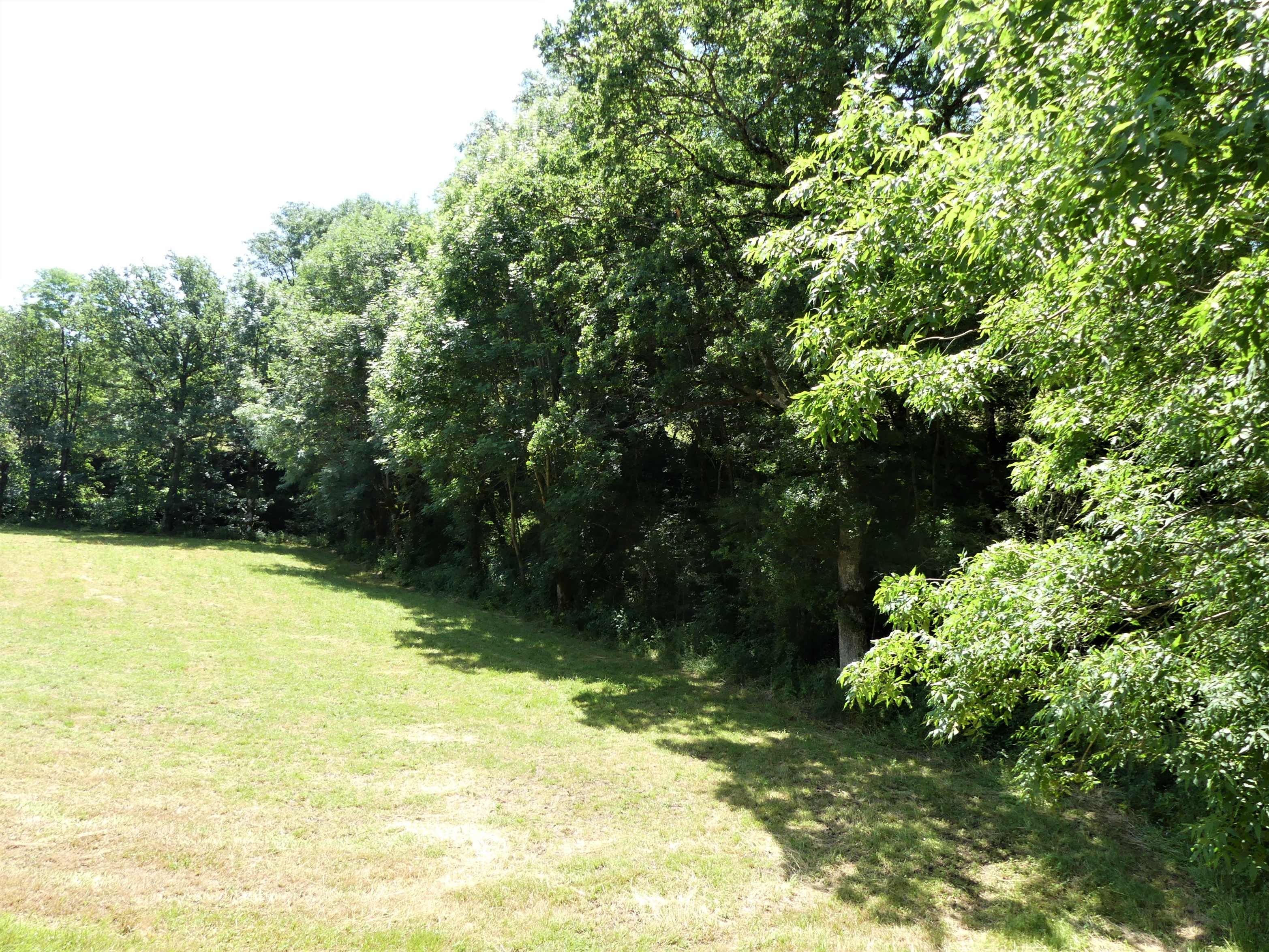
La vallée du ruisseau de Connes au pont de la RD 199, à Salles-Curan.

Selon le SANDRE, le ruisseau de Connes est un cours d'eau dont la partie amont porte le nom de ruisseau de la Lande,.
Il prend sa source à 950 mètres d'altitude dans le centre du département de l'Aveyron, sur le plateau du Lévézou, au nord-ouest du lieu-dit les Armanets, sur la commune de Curan, à 1,3 km au sud du bourg.
Sur son premier kilomètre, il se dirige vers le sud-est, puis prend la direction du sud-ouest sur un autre kilomètre. Il reçoit alors sur sa gauche un premier affluent et prend alors le nom de ruisseau de Connes. Sur les six kilomètres suivants, il s'écoule globalement vers l'ouest.
Au nord du bourg de Salles-Curan, il passe sous la route départementale (RD) 199, oblique vers le nord et, 500 mètres plus loin, est franchi par la RD993 et se jette aussitôt dans le lac de Pareloup à 803 mètres d'altitude.
Avant les années 1950 et la création de ce lac de barrage, le ruisseau de Connes confluait avec le Vioulou en rive droite, à l'extrême nord de la commune de Salles-Curan.
Pour le SANDRE, le ruisseau de Connes est long de 11,7 km, longueur correspondant à celle de son ancien cours, avant la mise en eau du lac de Pareloup.

### Département et communes traversés
Dans le seul département de l'Aveyron, le ruisseau de Connes arrose deux communes : Curan (source) et Salles-Curan (confluence).

### Bassin versant
Son bassin versant est entièrement inclus dans les deux communes de Curan et Salles-Curan.

## Affluents
Selon le SANDRE, le ruisseau de Connes a sept affluents répertoriés dont aucun ne porte de nom. Six sont en rive gauche et un seul en rive droite.
Le plus important, en rive gauche, se jette désormais dans le lac de Pareloup près du lieu-dit les Vernhades, un kilomètre et demi au sud-ouest du bourg de Salles-Curan, alors qu'auparavant, il rejoignait le ruisseau de Connes deux kilomètres au nord-ouest dudit bourg. Sa longueur de 6,3 km correspond à celle de son cours initial.
Il a lui-même deux affluents et aucun sous-affluent. De ce fait, le ruisseau de Connes a un nombre de Strahler de trois.

## Monuments ou sites remarquables à proximité
Le ruisseau de Connes passe 200 mètres au nord du bourg de Salles-Curan où se trouvent plusieurs monuments remarquables :
- le château de l'Évêque, ancienne résidence d'été des évêques de Rodez[4] ;
- le grenier-des-Évêques est une maison du XVe siècle, ancienne grange aux dîmes[5] ;
- l'église Saint-Géraud (ou Saint-Loup-et-Saint-Géraud[6],[7] ;
- plusieurs portes médiévales.

- Le lac de Pareloup est dominé par la statue de « Notre-Dame-des-Lacs » (ou de la « Vierge des Lacs »), au sommet du Puech Montgrand[8].

## Photothèque

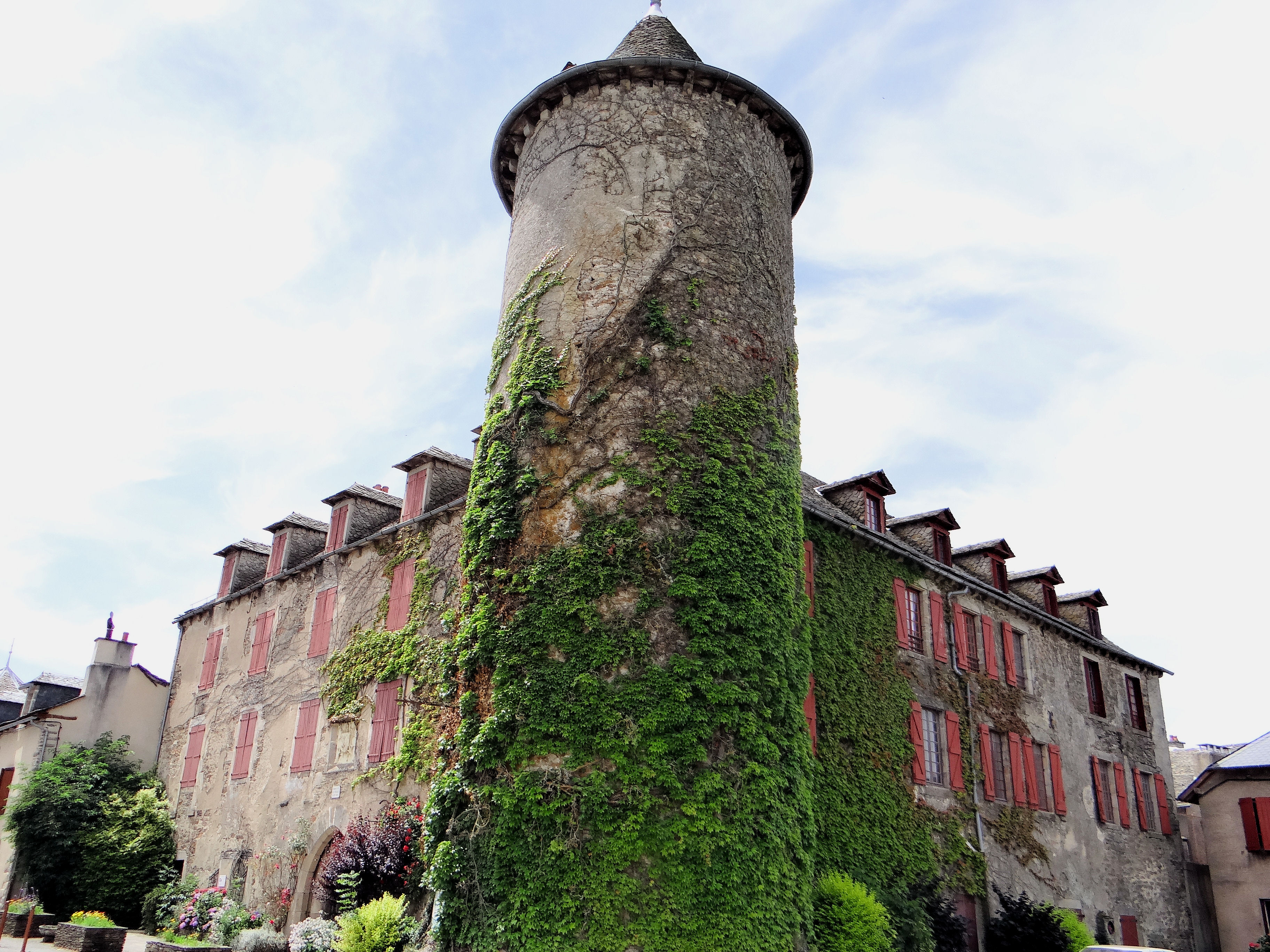
La tour nord-est du château de l'Évêque
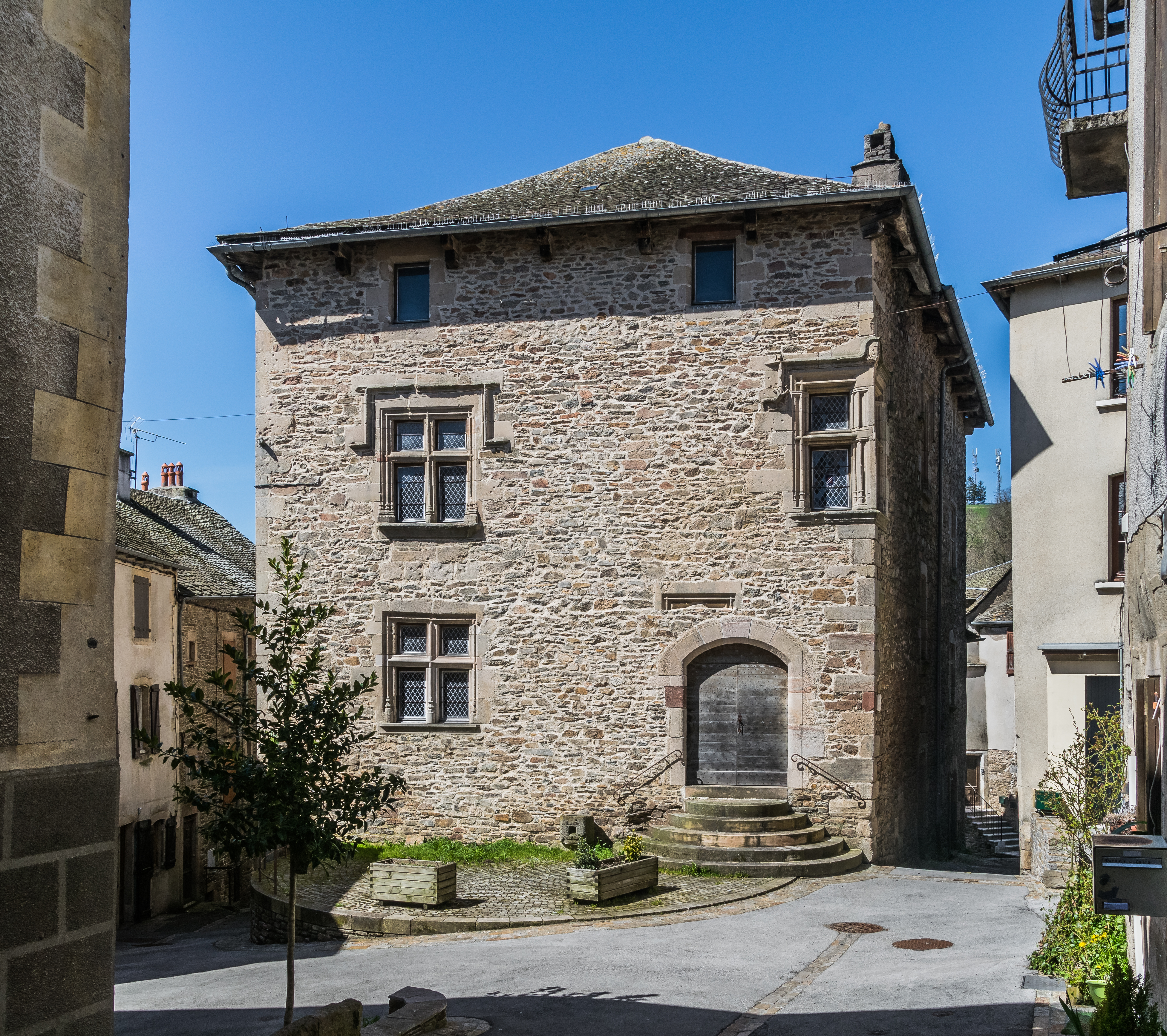
Le grenier-des-Évêques
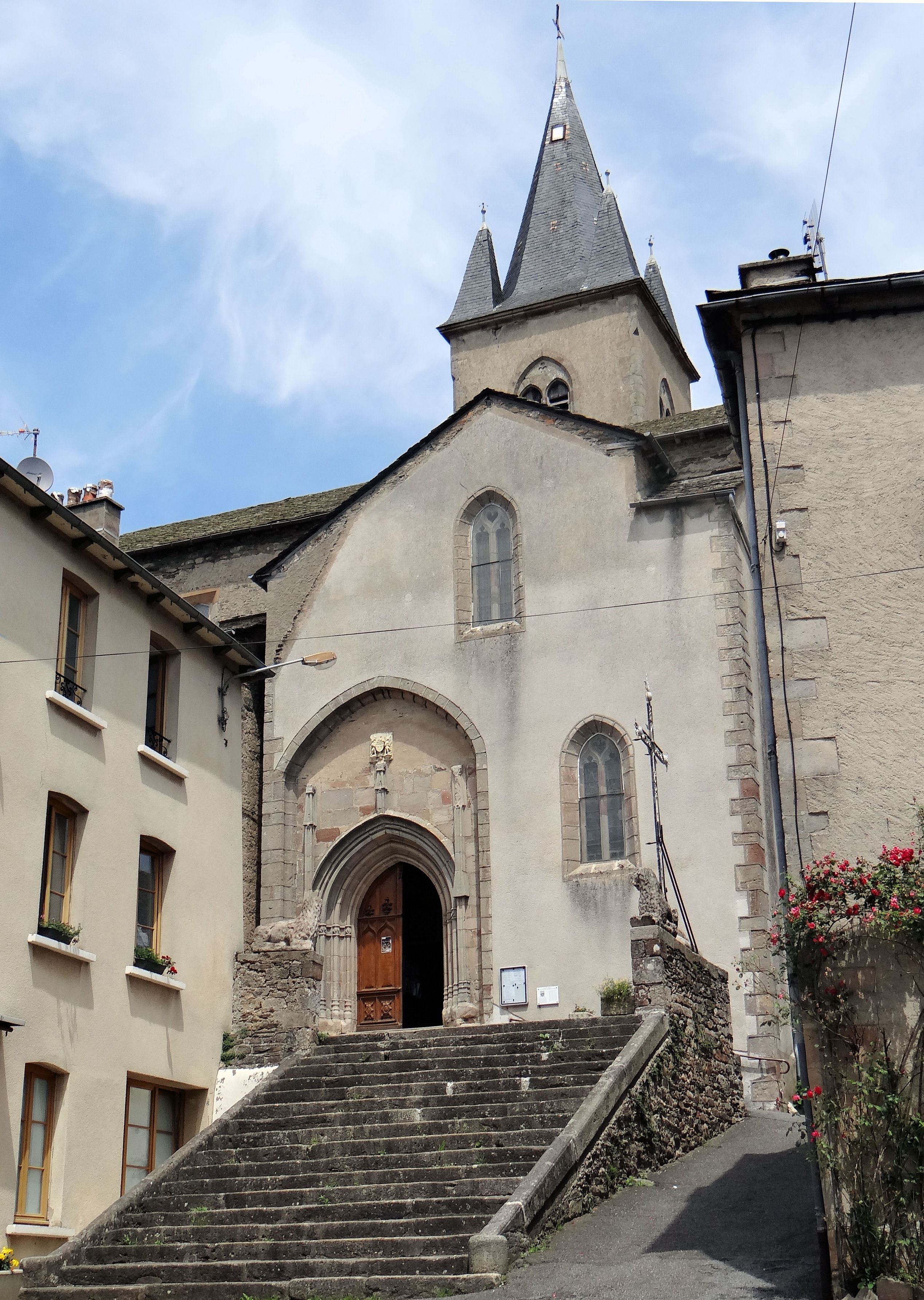
L'église Saint-Géraud
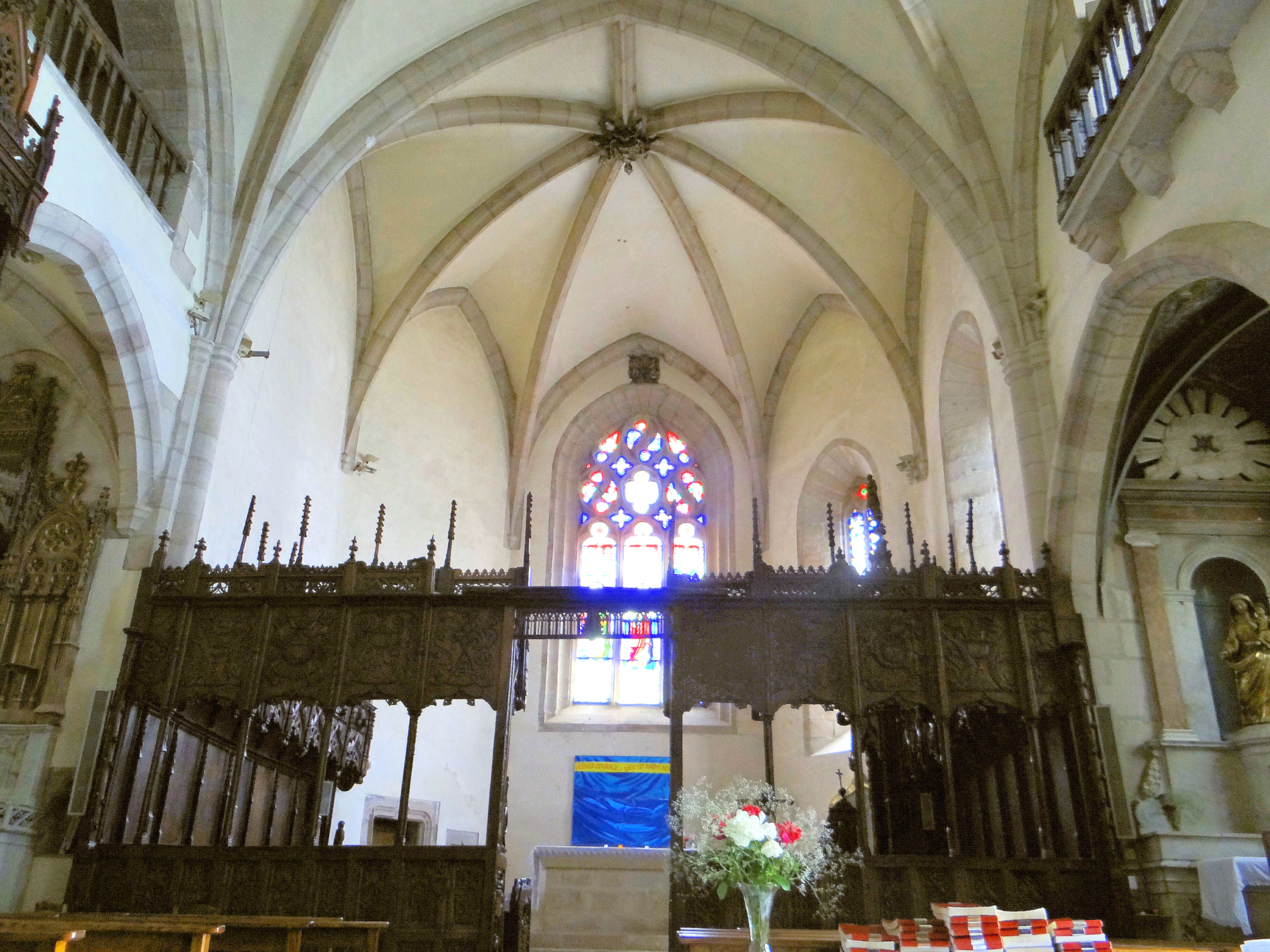
Ses stalles
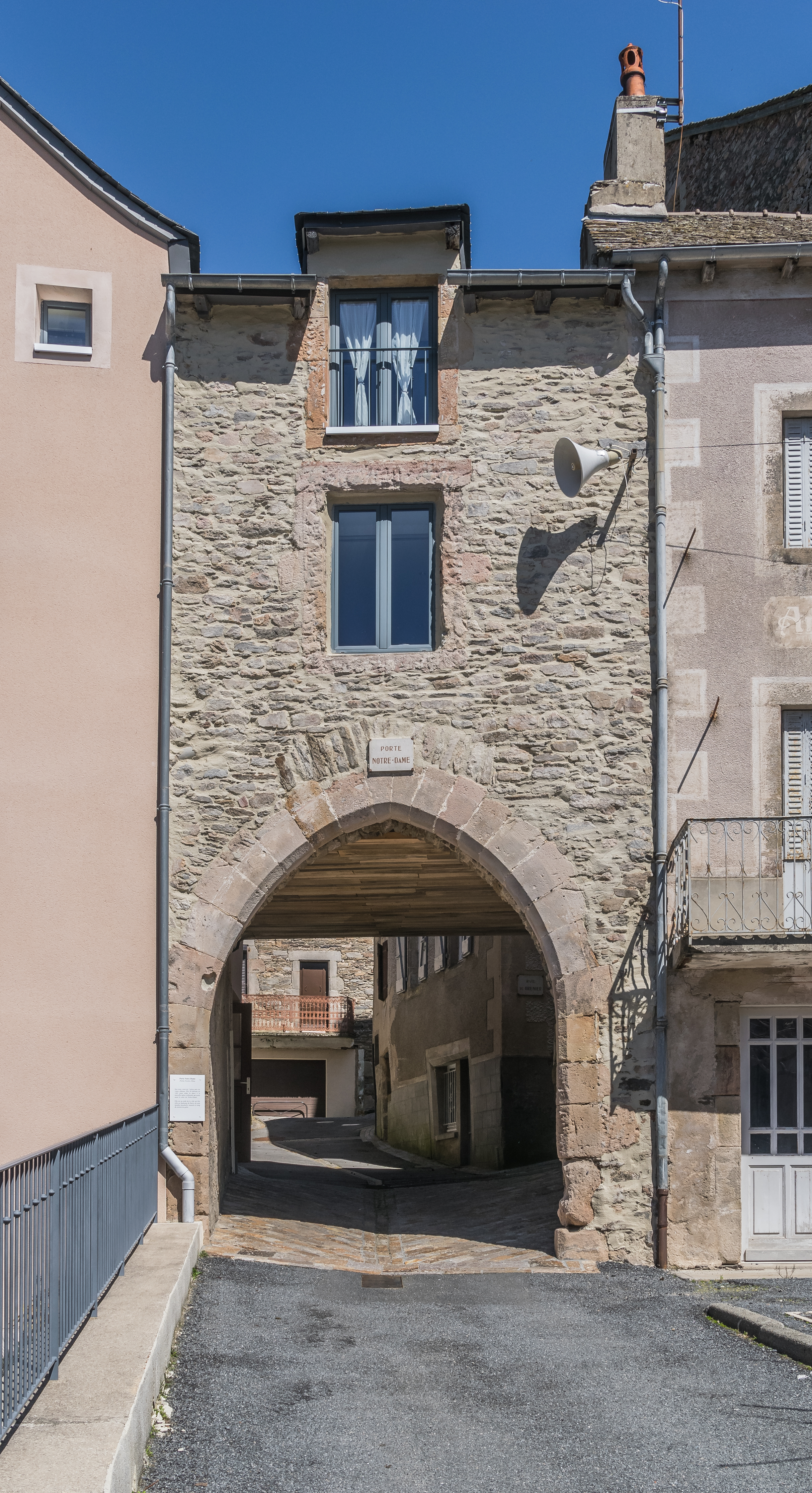
La porte Notre-Dame